# Polythrix
Polythrix este un gen de fluturi din familia Hesperiidae. 

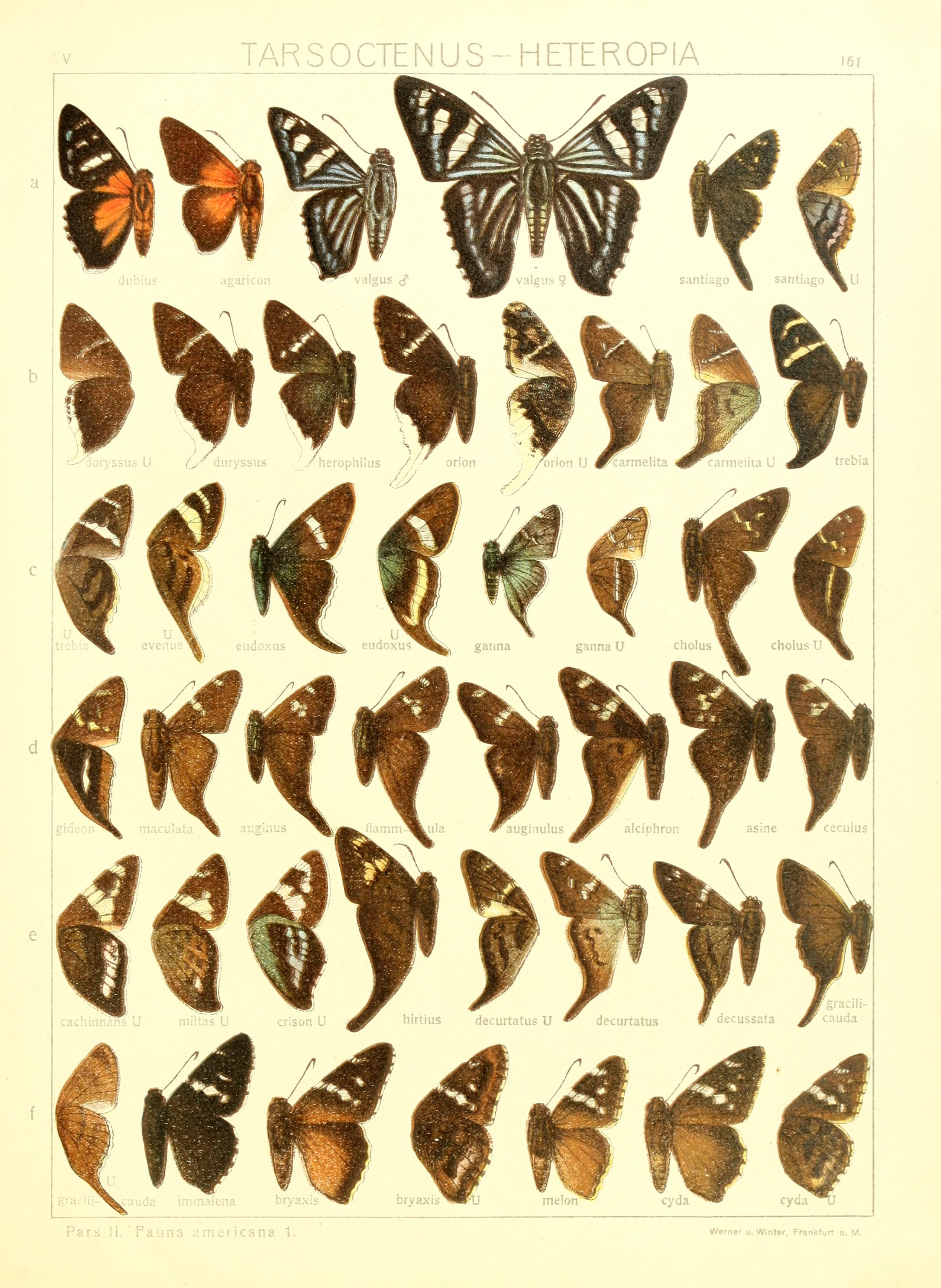
Polythrix şi genuri apropiate în Seitz Macrolepidoptera of the World

## Specii
- grupul asine
- Polythrix asine (Hewitson, 1867)
- Polythrix roma Evans, 1952
- Polythrix hirtius (Butler, 1870)
- Polythrix gyges  Evans, 1952
- Polythrix mexicanus  Freeman, 1969
- grupul octomaculata'
- Polythrix auginus  (Hewitson, 1867)
- Polythrix caunus (Herrich-Schäffer, 1869)
- Polythrix ceculus  (Herrich-Schäffer, 1869)
- Polythrix  eudoxus  (Stoll, 1781)
- Polythrix  kanshul  Shuey, 1991
- Polythrix  maizae  Hellebuyck, 1998
- Polythrix metallescens (Mabille, 1888)
- Polythrix minvanes (Williams, 1926)
- Polythrix  octomaculata   (Sepp, [1844])